# Dragoș di Moldavia
Dragoș o  Bélteki Drágfi detto anche Dragoș Vodă (fl. XIV secolo) fu un voivoda di Maramureș (Transilvania) che regnò in Moldavia dal 1351 al 1353.
Stando alla leggenda, Dragoș arrivò nel Principato di Moldavia da Maramureș mentre cacciava un Bisonte; prese possesso di quella terra e la colonizzò utilizzando uomini provenienti dai suoi domini. Regnò sul Principato di Moldavia in nome del Regno d'Ungheria, allora retto da Luigi I d'Ungheria.
I dati storici permettono di accertare la presenza dei fratelli Dragoș e Drag nei territori di Bedeu (attuale Bedevlja in Ucraina) nel 1336 quali vassalli del re Carlo Roberto d'Angiò, probabilmente ivi dislocati in funzione di contenimento dell'avanzata tartara. Dragoș sarebbe poi stato nominato signore di Maramureș quale ricompensa dei suoi servigi. Nel 1349 le terre in questione venivano usurpate da Bogdan, fondatore della stirpe dei Mușatini, i primi Principi di Moldavia indipendenti dal regno d'Ungheria.
Resta ad oggi ancora aperto il dibattito circa la possibile identificazione di questo Dragoș di Bedeu con Dragoș Giulești, essendo Dragoș un nome piuttosto comune nella lingua romena.
Dragoș venne sepolto a Volovăț.